# Egyesült Észak-afrikai labdarúgó-szövetségek
Az Egyesült Észak-afrikai labdarúgó-szövetségek' (angolul: Union of North African Football Federations, franciáu: Union nord-africaine de football', rövidítve: UNAF) 2005-ben alakult. Az Afrikai Labdarúgó-szövetség regionális szövetségének jelenleg 5 teljes jogú tagállama van: Algéria, Egyiptom, Líbia, Marokkó és Tunézia. Az elnöki poszton 5 évenként váltják egymást a szövetségek.

## Tagállamok
- Algéria
- Egyiptom
- Líbia
- Marokkó
- Tunézia

## Külső hivatkozások
Az UNAF hivatalos weboldala